# Hydrorhoa multistriata
Hydrorhoa multistriata är en stekelart som först beskrevs av Jean Risbec 1952.  Hydrorhoa multistriata ingår i släktet Hydrorhoa och familjen Eucharitidae. Inga underarter finns listade i Catalogue of Life.